# Тубанты
Тубанты — германское племя, жившее в восточной части Нидерландов, к северу от реки Рейн. Исторически их часто отождествляют с племенем туиханти, который известно по двум надписям, найденным поблизости от вала Адриана. Современное название региона Твенте происходит именно от слова «туиханти».

## История
Впервые тубанты упоминаются у Тацита в описании первой экспедиции Германика против марсов (14 год), когда они, в коалиции с бруктерами и узипетами, завлекли римские войска в свои зимние лагеря, предположительно в районе Мюнстера.
В 17 году тубанты упоминаются как тубаттии (Tubattii) у Страбона в списке германских народов, побежденных Римом под командованием Германика. Некоторые представители народа шли в триумфальной процессии Германика в качестве пленников.
В 58 году Тацит в своих «Анналах» сообщает, что ампсиварии в своей жалобе римлянам относительно земель к северу от Рейна, занятых римскими военными, указывали, что они поочередно принадлежали хамавам, тубантам, а затем узипетам (известно, что узипеты переселились в регион Рейна ещё во времена Цезаря (55 год до н. э.), но в то время не основали постоянных поселений, укоренившись на северном берегу Рейна лишь спустя полвека).
Клавдий Птолемей в своей «Географии» (2.10) делает попытку описания распространения германских племен с севера на юг, начиная с хамавов, «ниже» которых находились хатты и тубанты.
В двух священных надписях III века, найденных близ вала Адриана, упоминаются туиханти, служившие во вспомогательном подразделении римской армии, Cuneus Frisiorum. (Фризами во времена Римской империи называли все, или большинство германских племен к северу от Рейна, в том же районе, где проживали и тубанты). В надписях говорится:
«Во славу бога Марса, и двух Алайсияге, и божественной силы Императора германцы из племени туиханти, верно служа Александру Северу в войске фризов при Верковициуме, с готовностью и достоинством исполнили свой обет».
«Во славу бога Марса [Тинескуса], и двух Алайсияге, Беды и Фиммилены, и божественной силы Императора германцы из племени туиханти с готовностью и достоинством исполнили свой обет».
«Марс Тинескус/Тингсус» предположительно относится к германо-скандинавскому богу воинской доблести Тюру, которого принято считать аналогом римского Марса. Его имя связано с древней традицией созывать народные собрания — тинги (славянский аналог тинга — вече).
В 308 году тубанты присоединись к союзу против Константина Великого во время его войны с бруктерами.
Племя фигурирует (под названиями туианти и туэанти) в двух актах между 797 и 799 годами, касающихся передачи в дар нескольких угодий в Твенте и Салланде церкви в Вихене (провинция Гелдерланд).

## Археология
Согласно данным археологических исследований, территории, ассоциирующиеся с тубантами, были практически непрерывно заселены со времён последнего ледникового периода. Почвы региона очень плодородны и предоставляют широкие возможности для развития сельского хозяйства, включая животноводство. На местности обнаружены искусственные холмы («es» или «esch»), которые создавались как хранилища навоза (в смеси с грунтом). Наиболее известные из таких холмов — Fleringer Esch близ Флерингена и Usseler Es (известный также как Usseler Esch) близ Уссело.
Существуют археологические свидетельства о достаточно крупномасштабном производстве в регионе (особенно близ Хеетена) железа. Это указывает на то, что местным жителям был известен процесс производства стали с содержанием углерода порядка 2 %. В качестве сырья использовались обильные залежи болотной руды. Места производства могут быть датированы 280—350 годами